# Perla pallida
Perla pallida is een steenvlieg uit de familie borstelsteenvliegen (Perlidae). De wetenschappelijke naam van de soort is voor het eerst geldig gepubliceerd in 1838 door Guérin-Méneville.